# Ermida de Nossa Senhora das Mercês (Calhetas)
A Ermida de Nossa Senhora das Mercês é uma ermida açoriana localizada na freguesia de Calhetas, concelho de Ribeira Grande, na ilha de São Miguel.
Encontra-se este templo construído junto das casas pertencentes a António de Medeiros Frazão Jr. e sua Esposa e junto também dos edifícios da Obra Social de Nossa Senhora das Mercês fundada por este casal.
A sua construção deveu-se ao facto do seu fundador desejar perpetuar a memória de sua mãe, D. Maria das Mercês Alves Frazão.
Requerida em inícios de 1949, a sua edificação começou desde logo com base num projecto do Engenheiro Luís Gomes e sob a direcção deste mesmo técnico. Não existe auto de bênção da primeira pedra, tendo sido nomeado para esta cerimónia, como delegado do Prelado Diocesano, o Padre António Vieira, pároco das Calhetas.
Em 18 de Janeiro de 1950 estava a ermida concluída e no dia 12 de Março seguinte, o Ouvidor da Ribeira Grande, Padre Luís da Silva Cabral procedia à visita canónica. No dia 25 do mesmo mês, o pároco da freguesia pedia licença para a bênção que logo em 20 de Abril era autorizada.
A cerimónia festiva decorreu no dia 26 de Maio, presidida pelo referido Ouvidor, havendo no dia seguinte a Mudança da Imagem da igreja Paroquial para esta sua ermida.
A Imagem de Nossa Senhora das Mercês que se venera nesta ermida é moderna e foi executada pelo Comendador Ferreira Thedim.
É um templo que se impõe pela simplicidade das suas linhas.